# اچ‌ام‌اس لویاتان (۱۷۹۰)
اچ‌ام‌اس لویاتان (۱۷۹۰) (به انگلیسی: HMS Leviathan (1790)) یک کشتی بود که طول آن ۱۷۲ فوت ۳ اینچ (۵۲٫۵۰ متر) بود. این کشتی در سال ۱۷۹۰ ساخته شد.